# Chi Bán hạ nam
Chi Bán hạ nam (danh pháp khoa học: Typhonium) là một chi thực vật thuộc họ Ráy, đặc hữu của châu Á nhiệt đới, châu Đại Dương và Úc. Có khoảng 50 loài đã được nhận diện.

## Một số loài
- Typhonium acetosella
- Typhonium adnatum
- Typhonium albidinervum
- Typhonium albispathum
- Typhonium alismifolium
- Typhonium alpinum
- Typhonium angustilobum
- Typhonium bachmaense
- Typhonium blumei
- Typhonium bognerianum
- Typhonium brevipilosum
- Typhonium brevipes
- Typhonium brownii
- Typhonium bulbiferum
- Typhonium circinnatum
- Typhonium cochleare
- Typhonium cordifolium
- Typhonium digitatum
- Typhonium diversifolium (T. austrotibeticum)
- Typhonium echinulatum
- Typhonium eliosurum
- Typhonium filiforme
- Typhonium flagelliforme
- Typhonium fultum
- Typhonium gagnepainii
- Typhonium gallowayi
- Typhonium gaoligongense
- Typhonium giganteum
- Typhonium glaucum
- Typhonium gracile
- Typhonium griseum
- Typhonium hayatae
- Typhonium hirsutum
- Typhonium horsfieldii (T. omeiense)
- Typhonium huense
- Typhonium hunanense
- Typhonium inopinatum
- Typhonium johnsonianum
- Typhonium jonesii
- Typhonium laoticum
- Typhonium liliifolium
- Typhonium lineare
- Typhonium listeri
- Typhonium medusae
- Typhonium mirabile
- Typhonium nudibaccatum
- Typhonium orbifolium
- Typhonium pedatisectum
- Typhonium pedunculatum
- Typhonium peltandroides
- Typhonium penicillatum
- Typhonium pottingeri
- Typhonium preatermissum
- Typhonium pusillum
- Typhonium reflexum
- Typhonium roxburghii (T. divaricatum)
- Typhonium russell-smithii
- Typhonium sagittariifolium
- Typhonium saraburiensis
- Typhonium subglobosum
- Typhonium taylorii
- Typhonium tentaculatum
- Typhonium trifoliatum
- Typhonium trilobatum
- Typhonium varians
- Typhonium venosum (Voodoo Lily)
- Typhonium violaefolium
- Typhonium watanabei
- Typhonium weipanum
- Typhonium wilbertii

## Hình ảnh

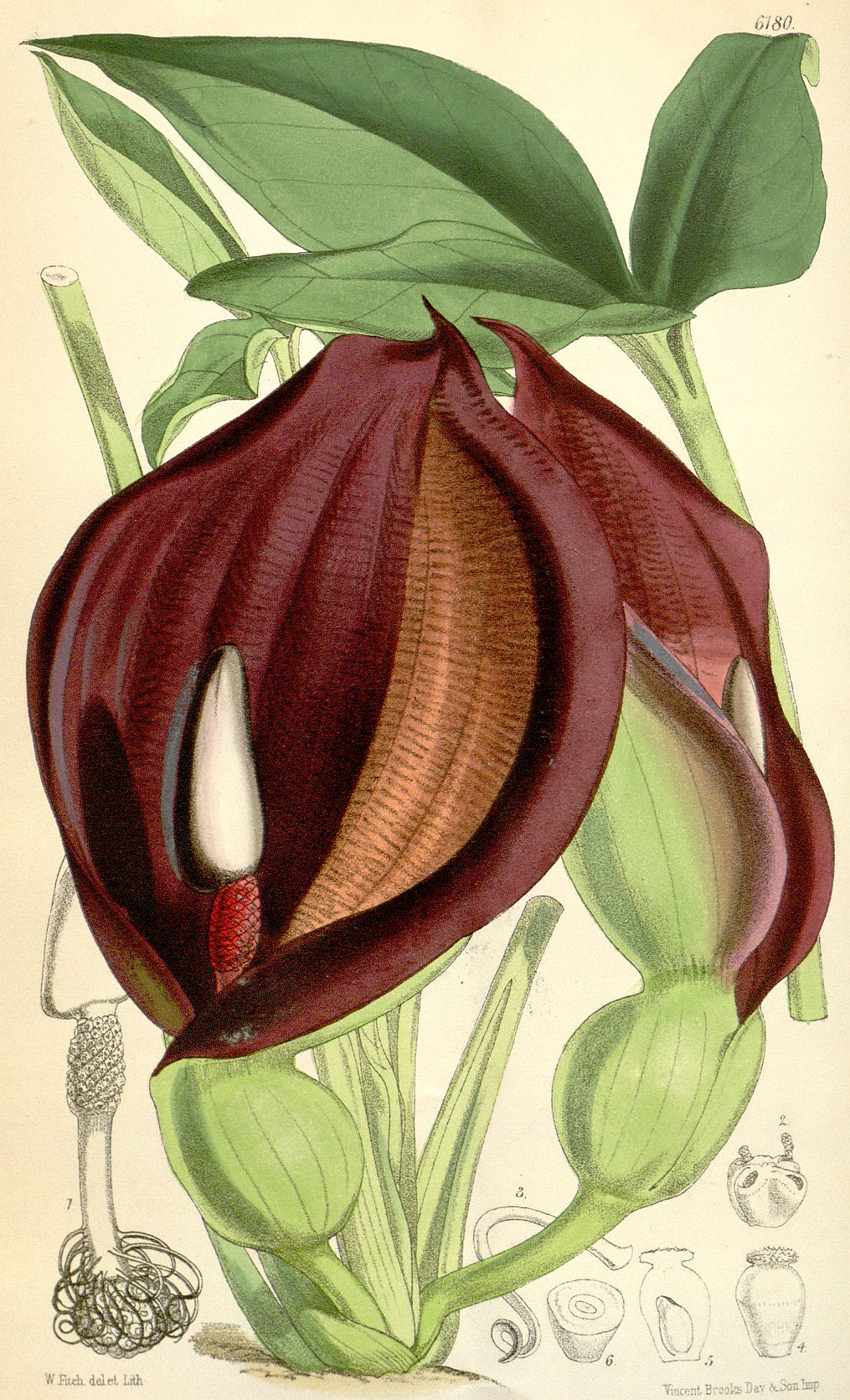
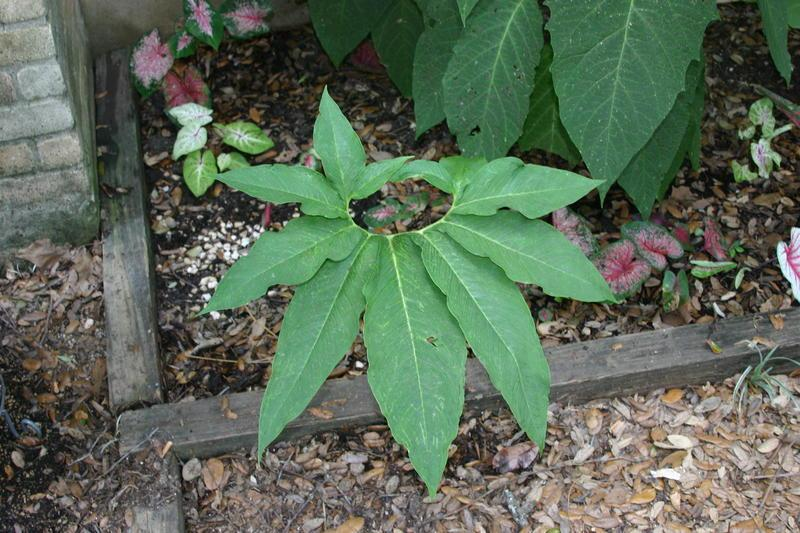
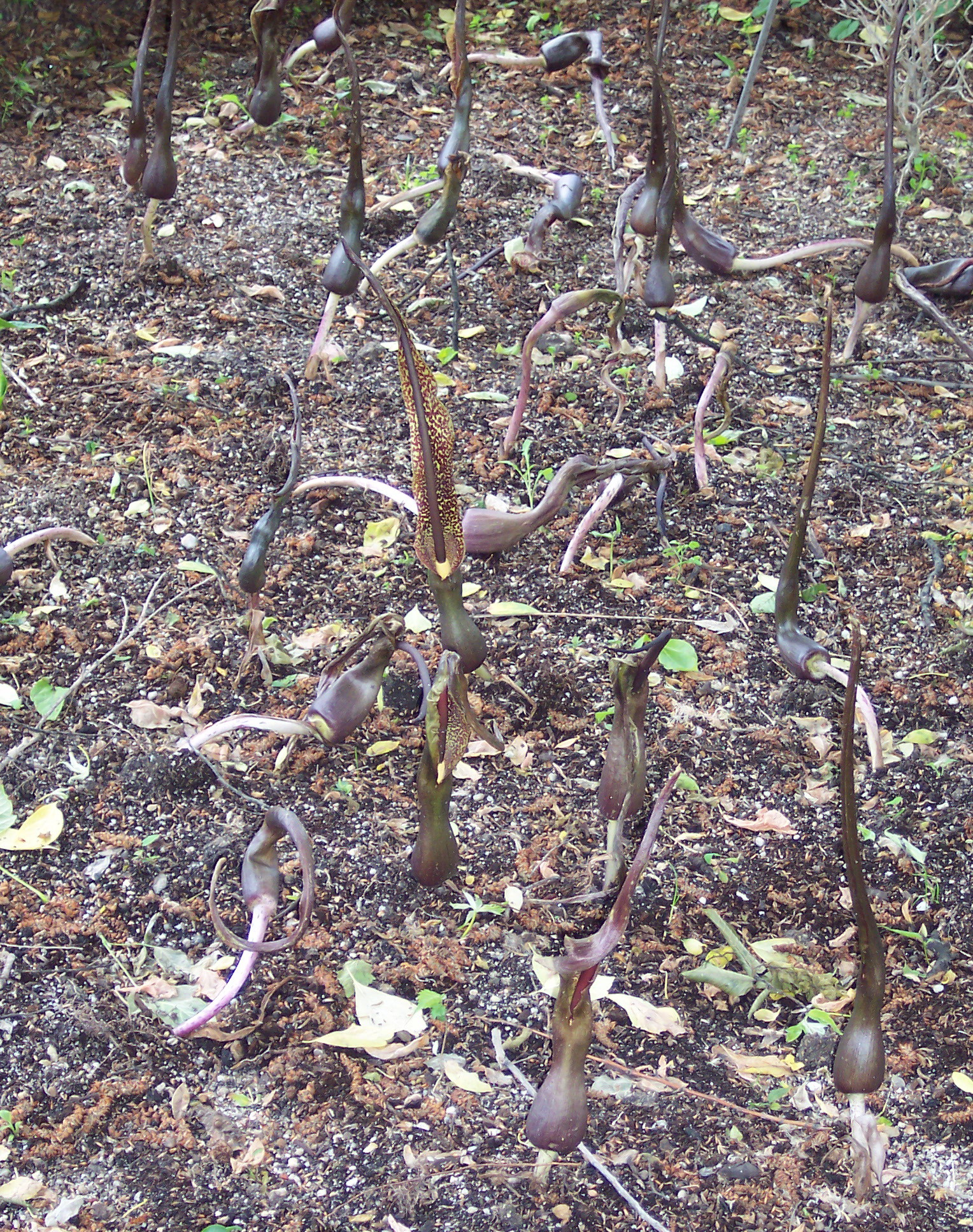
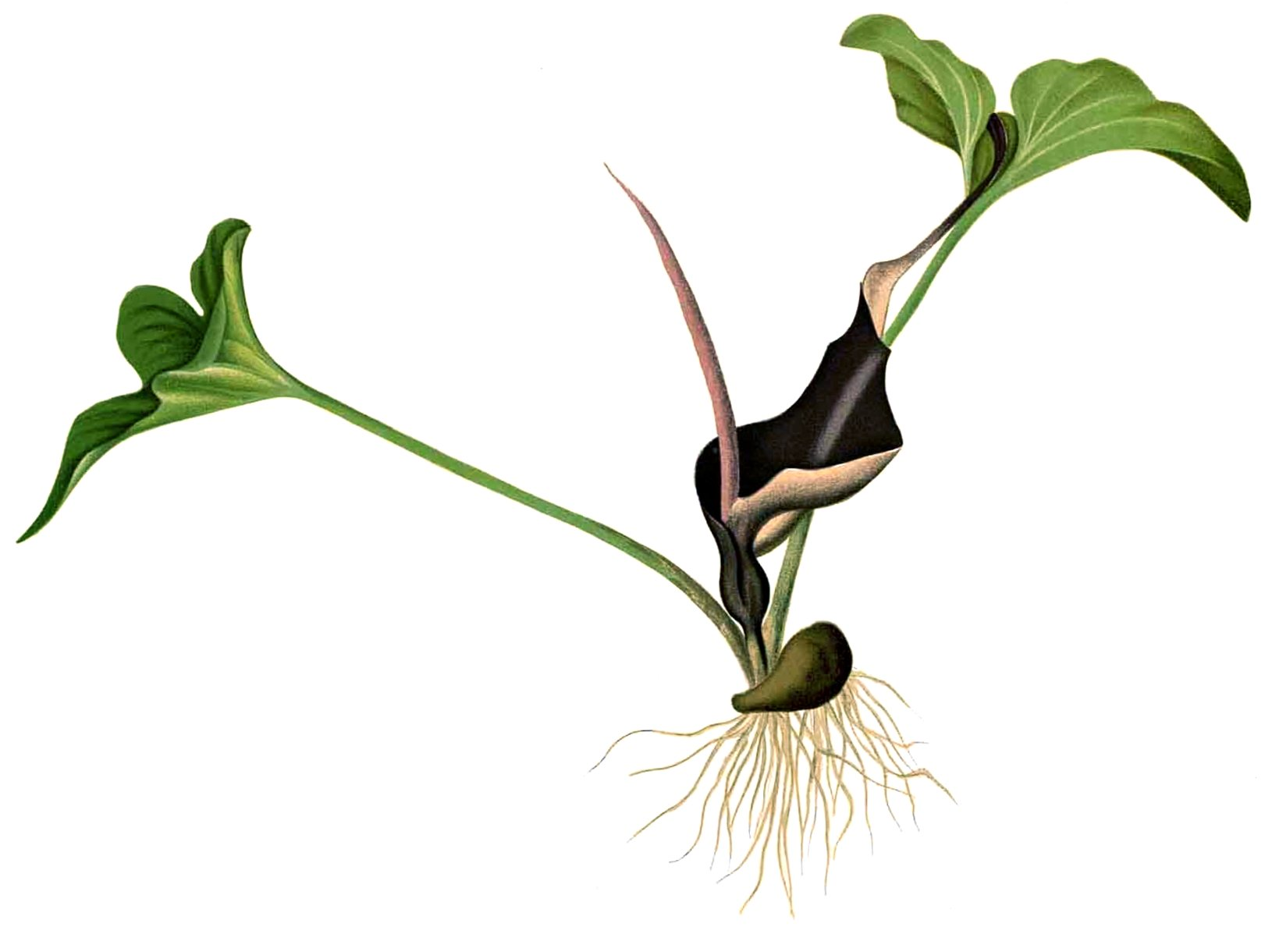